# Argyrostrotis erasa
Argyrostrotis erasa là một loài bướm đêm trong họ Erebidae.

## Hình ảnh

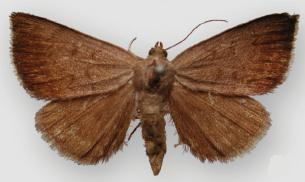